# San Giuseppe all'Aurelio (titre cardinalice)
Le titre cardinalice de San Giuseppe all'Aurelio est institué le 28 juin 1991 par le pape Jean-Paul II.
Le titre cardinalice est attribué à un cardinal-prêtre et rattaché à l'église San Giuseppe all'Aurelio située dans le quartier Primavalle à l'ouest de Rome.

## Titulaires
- Georg Maximilian Sterzinsky (1991-2011)
- Gérald Cyprien Lacroix depuis 2014

## Sources
- (it) Cet article est partiellement ou en totalité issu de l’article de Wikipédia en italien intitulé « San Giuseppe all'Aurelio (titolo cardinalizio) » (voir la liste des auteurs).